# Histórico do hóquei em patins do Sporting Clube de Portugal
A lista abaixo contém o histórico das temporadas do hóquei em patins do Sporting Clube de Portugal desde 2010, ano do renascimento do hóquei em patins no Sporting.

## Histórico
| Época     |    | Pos.         | P  | J  | V  | E | D  | GM  | GS  | Taça de Portugal | Supertaça     | Elite Cup | Liga Europeia  | WS Europe Cup |
| --------- | -- | ------------ | -- | -- | -- | - | -- | --- | --- | ---------------- | ------------- | --------- | -------------- | ------------- |
| 2020-2021 | 1D | 1            | 62 | 26 | 19 | 5 | 2  | 116 | 64  | Anulado          | Não disputada | 1/4 Final | Vencedor       | Não disputou  |
| 2019-2020 | 1D | Ad. Covid-19 |    |    |    |   |    |     |     |                  |               |           |                |               |
| 2018-2019 | 1D | 3            | 61 | 26 | 19 | 4 | 3  | 135 | 71  | 1/2 Final        | Finalista     | Vencedor  | Vencedor       | Não disputou  |
| 2017-2018 | 1D | 1            | 68 | 26 | 22 | 2 | 1  | 133 | 44  | 1/8 Final        | Não disputou  | Finalista | 1/2 Final      | Não disputou  |
| 2016-2017 | 1D | 4            | 52 | 24 | 16 | 4 | 4  | 138 | 86  | 1/16 Final       | Não disputou  | Vencedor  | Fase de Grupos | Não disputou  |
| 2015-2016 | 1D | 4            | 48 | 26 | 15 | 3 | 8  | 111 | 84  | 1/2 Final        | Vencedor      | -         | Não disputou   | 1/2 Final     |
| 2014-2015 | 1D | 5            | 49 | 26 | 15 | 4 | 7  | 100 | 79  | Finalista        | Não disputou  | -         | Não disputou   | Vencedor      |
| 2013-2014 | 1D | 9            | 36 | 30 | 10 | 6 | 14 | 111 | 127 | 1/8 Final        | Não disputou  | -         | Não disputou   | Não disputou  |
| 2012-2013 | 1D | 12           | 29 | 30 | 8  | 5 | 17 | 108 | 140 | 1/8 Final        | Não disputou  | -         | Não disputou   | Não disputou  |
| 2011-2012 | 2D | 1            | 70 | 28 | 22 | 0 | 6  | 168 | 93  | 1/16 Final       | Não disputou  | -         | Não disputou   | Não disputou  |
| 2010-2011 | 3D | 1            | 8  | 4  | 2  | 2 | 0  | 31  | 20  | 1/4 Final        | Não disputou  | -         | Não disputou   | Não disputou  |

| Campeão ou 1º lugar. Finalista ou 2º lugar. 1/2 Finais ou 3º lugar. |

- 1D: Campeonato Português de Hóquei em Patins
- 2D: Campeonato Nacional da 2.ª Divisão de Hóquei em Patins
- 3D: Campeonato Nacional da 3.ª Divisão de Hóquei em Patins